# Pseudoconnarus agelaeoides
Pseudoconnarus agelaeoides là một loài thực vật có hoa trong họ Connaraceae. Loài này được (G. Schellenb.) Forero miêu tả khoa học đầu tiên năm 1983.